# Polonia en los Juegos Olímpicos de Turín 2006
Polonia estuvo representada en los Juegos Olímpicos de Turín 2006 por un total de 45 deportistas que compitieron en 11 deportes.  
La portadora de la bandera en la ceremonia de apertura fue la deportista de snowboard Paulina Ligocka.

## Medallistas
El equipo olímpico polaco obtuvo las siguientes medallas:
| Nombre            | Deporte        | Competición |
| ----------------- | -------------- | ----------- |
| Oro               |                |             |
| —                 |                |             |
| Plata             |                |             |
| Tomasz Sikora     | Biatlón        | 15 km M     |
| Bronce            |                |             |
| Justyna Kowalczyk | Esquí de fondo | 30 km F     |